# وینسنس (ایندیانا)
وینسنس، ایندیانا (به انگلیسی: Vincennes, Indiana) یک شهر در ایالات متحده آمریکا با جمعیت ۱۸٬۴۲۳ نفر است که در ایندیانا واقع شده‌است.

## موقعیت جغرافیایی
موقعیت جغرافیایی شهرها و مناطق اطراف به شرح زیر است: